# Nepotilla serrata
Nepotilla serrata é uma espécie de gastrópode do gênero Nepotilla, pertencente a família Raphitomidae.